# 納戈利納河
納戈利納河（烏克蘭語：Нагольна），是烏克蘭的河流，流經該國東部盧甘斯克州和頓涅茨克州，屬於米烏斯河的左支流，河道全長70公里，流域面積978平方公里。